# Abraham Kurc
Abraham Kurc (* vor 1918; † 1942 im Vernichtungslager Treblinka) war ein polnischer Schauspieler jüdischer Herkunft des jiddischen Theaters und Vorkriegsfilms.

## Leben
Kurc spielte in der Zeit zwischen den Weltkriegen in jüdischen Theatern. Außerdem spielte  er in zwei jiddischsprachigen Filmen mit: 1936 in der Komödie Jidl mit der Fiedel und 1937 in dem Drama Der Dybbuk. Im Warschauer Ghetto arbeitete er zusammen mit  Ajzyk Samberg in der Kantine in der Leszno Straße 2 und spielte weiter im Eldorado-Theater, so auch in dem letzten dort aufgeführten Stück Dorfs Jung im Juni 1942. Aus dem Ghetto wurde er 1942 nach Treblinka deportiert und dort ermordet.

## Filmografie
- 1936: Yidl mitn Fidl
- 1937: Der Dybbuk